# Marvin Martins
Marvin Martins Santos da Graça (Luxemburg, 17 februari 1995) is een Luxemburgs-Kaapverdisch voetballer die doorgaans speelt als verdediger. Hij komt uit voor Almere City FC en het Luxemburgs voetbalelftal.

## Clubcarrière

### Jeunesse Esch
Martins doorliep de jeugd van Jeunesse Esch in zijn thuisland Luxemburg. Hier maakte hij ook zijn seniorendebuut op 23 februari 2014, tegen Etzella Ettelbruck in de Nationaldivisioun, het hoogste niveau van Luxemburg. Ook speelde hij met Jeunesse twee kwalificatiewedstrijden voor de UEFA Europa League tegen Dundalk FC. Beide wedstrijden werden verloren.

### Progrès Niederkorn
Na vijf jaar bij de senioren van Jeunesse stapte Martins over naar Progrès Niederkorn, waar hij één seizoen speelde. Op 19 augustus 2018 maakte hij zijn debuut, tegen Victoria Rosport. Ook voor Progrès speelde hij kwalificatiewedstrijden voor de Europa League, tegen Qäbälä PFK, Honvéd FC en FK Oefa.

### Karpaty Lviv
Na één seizoen verhuisde Martins naar Oekraïne, naar Karpaty Lviv. De club kwam uit op het hoogste niveau, in de Premjer Liha. Op 31 juli 2019 maakte hij zijn debuut, tegen FC Dynamo Kiev. Op 14 september maakte hij het winnende doelpunt tegen Vorskla Poltava (2-1).

### Casa Pia
Weer een seizoen later verkaste Martins naar het Portugese Casa Pia AC, dat uitkwam in de Liga Portugal 2. Op 19 september 2020 maakte hij zijn debuut tegen SL Benfica B (0-6).

### Austria Wien
Medio 2021 maakte Martins de overstap naar FK Austria Wien, in de Oostenrijkse Bundesliga. Hij maakte op 25 juli 2021 meteen zijn debuut in de eerste speelronde tegen SV Ried (1-2), maar raakte daarna geblesseerd. Hij kwam pas in december weer in actie. Met Austria Wien keerde Martins ook weer terug op het Europese toneel: in augustus 2022 speelde hij twee kwalificatiewedstrijden voor de UEFA Europa League tegen Fenerbahçe SK. Beide wedstrijden werden verloren, maar Martins maakte wel een doelpunt. Na het verlies kwalificeerde Austria zich voor de UEFA Conference League. Martins kwam in actie tegen Hapoel Beër Sjeva en Lech Poznań.

### Almere City
In de winter van het seizoen 2024/25 maakte Martins de overstap naar Almere City FC, dat uitkomt in de Eredivisie. Hij maakte op 2 februari 2025 zijn debuut tegen RKC Waalwijk (1-4). Hij kwam in de 51e minuut in de ploeg voor Charles-Andreas Brym.

## Interlandcarrière
Martins maakte zijn debuut voor het Luxemburgs voetbalelftal op 4 juni 2014, in een vriendschappelijk wedstrijd tegen Italië. Hij verving in de 78e minuut Stefano Bensi. Pas drie jaar later speelde Martins zijn tweede wedstrijd voor Luxemburg, op 31 augustus 2017 tegen Wit-Rusland. Hij maakte zijn eerste doelpunt tegen Hongarije in een vriendschappelijke wedstrijd op 9 november 2017.

## Statistieken
| Seizoen | Club               | Competitie        | Competitie | Competitie | Beker | Beker | Overig | Overig | Totaal | Totaal |
| Seizoen | Club               | Competitie        | Wed.       | Dlp.       | Wed.  | Dlp.  | Dlp.   | Dlp.   | Wed.   | Dlp.   |
| ------- | ------------------ | ----------------- | ---------- | ---------- | ----- | ----- | ------ | ------ | ------ | ------ |
| 2013/14 | Jeunesse Esch      | Nationaldivisioun | 12         | 0          | 2     | 0     | 0      | 0      | 14     | 0      |
| 2014/15 | Jeunesse Esch      | Nationaldivisioun | 11         | 0          | 1     | 0     | 2      | 0      | 14     | 0      |
| 2015/16 | Jeunesse Esch      | Nationaldivisioun | 5          | 0          | 2     | 0     | 0      | 0      | 7      | 0      |
| 2016/17 | Jeunesse Esch      | Nationaldivisioun | 22         | 0          | 2     | 1     | 0      | 0      | 24     | 1      |
| 2017/18 | Jeunesse Esch      | Nationaldivisioun | 25         | 1          | 3     | 0     | 0      | 0      | 28     | 1      |
| 2018/19 | Progrès Niederkorn | Nationaldivisioun | 24         | 3          | 4     | 0     | 6      | 0      | 34     | 3      |
| 2019/20 | Karpaty Lviv       | Premjer Liha      | 21         | 1          | 1     | 0     | 1      | 0      | 23     | 1      |
| 2020/21 | Casa Pia AC        | Liga Portugal 2   | 28         | 2          | 1     | 0     | 0      | 0      | 29     | 2      |
| 2021/22 | FK Austria Wien    | Bundesliga        | 14         | 0          | 0     | 0     | 1      | 0      | 15     | 0      |
| 2022/23 | FK Austria Wien    | Bundesliga        | 30         | 1          | 3     | 0     | 7      | 1      | 40     | 1      |
| 2023/24 | FK Austria Wien    | Bundesliga        | 20         | 0          | 2     | 0     | 4      | 0      | 26     | 0      |
| 2024/25 | FK Austria Wien    | Bundesliga        | 2          | 0          | 0     | 0     | 2      | 0      | 4      | 0      |
| 2024/25 | Almere City FC     | Eredivisie        | 3          | 0          | 0     | 0     | 0      | 0      | 3      | 0      |
| Totaal  | Totaal             | Totaal            | 217        | 8          | 21    | 1     | 23     | 1      | 261    | 10     |

Bijgewerkt op 6 maart 2025.